# Abu Tammam

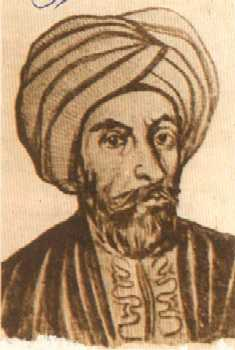
Abu Tammam

Abu Tammam Habib ibn Aus (arabisch أبو تمام حبيب بن أوس, DMG Abū Tammām Ḥabīb b. Aus; geb. 804 in Jasim - Hauran; gest. 845 in Mossul) war ein arabischer Dichter und der Verfasser einer Sammelschrift früharabischer Gedichte, die unter dem Namen Hamasa bekannt ist.

## Leben
Abu Tammam änderte den Namen seines christlichen Vaters Thadhus in Aus und erfand eine arabische Abstammung für sich. In seiner Jugend arbeitete er in Damaskus als Webergehilfe, reiste dann aber nach Ägypten und begann Lyrik zu studieren. Wann er anfing Verse zu schreiben, ist nicht bekannt, aber zur Zeit des Kalifen al-Muʿtasim (833–842) hatte er bereits einen gewissen Bekanntheitsgrad erreicht. Am Hofe von al-Muʿtasim wurde er zum berühmtesten Lobredner seiner Zeit. Er reiste nach Armenien und Nischapur und nach seiner Rückkehr aus dem Iran machte er Halt in Hamadan, wo er anfing seine Hamasa zusammenzustellen.
Auch der berühmte Dichter al-Buhturi, ein Schüler und Zeitgenosse von Abu Tammâm, gehörte dem Stamm der Tay an. In der arabischen Literatur wurden diese beiden Dichter oft miteinander verglichen. Im Allgemeinen wird Abu Tammâm als Vertreter des künstlichen (masnû') Poesiestils akzeptiert. Andererseits gilt sein Schüler al-Buhturî allgemein als Vertreter des Genres der natürlichen (matbû‘) Poesie.

## DieHamasa
Abu Tammams Diwan beschäftigt sich allgemein mit zeitgenössischen Ereignissen von historischer Bedeutung. Zu seiner Zeit wurde die Gedichtssammlung von arabischen Kritikern unterschiedlich beurteilt. Während seine Beherrschung und Reinheit der Sprache allgemein gelobt wurden, lehnten viele seinen übermäßigen Gebrauch von komplizierten poetischen Stilmitteln ab.